# Сада
 Тази статия е за селището на остров Майот.  За селото в Унгария вижте Сада (Унгария).  
Сада̀ (на френски: Sada) е град на остров Майот, който е отвъдморски регион и департамент на Франция.
Населението му е около 10 200 души (2012).
Разположен е на брега на Индийския океан в западната част на острова, северно от залива Буени и на 16 километра югозападно от административния център град Мамудзу.
Селището съществува от XVI век, когато е център на арабски колонисти от Хадрамаут. Жителите говорят главно на местен диалект на коморския.